# Clara se pierde en el bosque
Clara se pierde en el bosque es una película dramática argentina de 2023 escrita y dirigida por Camila Fabbri.
La cinta fue seleccionada para competir en la sección Horizontes Latinos en el Festival Internacional de Cine de San Sebastián 2023.

## Sinopsis
Clara sale de la ciudad en un viaje familiar a las afueras. Recibe un mensaje de Martina, su amiga de la infancia, la persona con la que había estado la noche de la tragedia en el club República Cromañón, que pone en primer plano la idea de la maternidad. Esta toma de actualidad y realidad en una serie de mensajes de WhatsApp, vídeos caseros y comidas familiares desencadena una exhaustiva mirada retrospectiva a su propia adolescencia y a la de sus amigos en una ciudad asolada por la crisis y por una tragedia.

## Reparto
- Camila Peralta como Clara
- Agustín Gagliardi como Miguel
- Camila Fabbri como Inés
- Florencia Gómez García como Eloisa
- Sofía Palomino como Juana
- Pedro García Narbaitz como Juan
- Maitina De Marco como Paulina
- Julián Larquier Tellarini como Iván
- Martina Chamorro como Martina
- Julián Infantino como Martín

## Premios y nominaciones
| Año  | Premio/Festival de Cine   | Fecha del evento                     | Categoría          | Nominado                     | Resultado | Ref.  |
| ---- | ------------------------- | ------------------------------------ | ------------------ | ---------------------------- | --------- | ----- |
| 2023 | Festival de San Sebastián | 22 de septiembre al 30 de septiembre | Horizontes Latinos | Clara se pierde en el bosque | Pendiente | [ 1 ] |